# Hone Tuwhare
Hone Tuwhare (né en octobre 1922 et mort le 16 janvier 2008) est un célèbre poète néo-zélandais d'ascendance maorie. Il est couramment associé aux Catlins dans la région d'Otago, où il vécut la dernière partie de sa vie.

## Jeunesse
Hone Tuwhare est né Kaikohe, Northland, dans la tribu des Nga Puhi (hapu Ngati Korokoro, Ngati Tautahi, Te Popoto, Uri-o-hau). Après la mort de sa mère, sa famille s'installe à Auckland, où Hone fréquente les écoles primaires d'Avondale, Mangere et Ponsonby. Tuwhare parle en maori jusqu'à ses neuf ans, et son père, un orateur et conteur accompli, encourage son fils à s'intéresser à l'écriture et à la parole en particulier avec les rythmes et les images de l'Ancien Testament.

## Carrière de poète
Commençant sa carrière en 1939 sur les encouragements de R.A.K. Mason, Tuwhare commence à écrire tout en poursuivant son apprentissage à la compagnie Otahuhu Railway Workshops.
E, Tuwhare se met plus sérieusement à l'écriture après avoir adhéré à une branche locale du parti communiste. Sa première œuvre, No Ordinary Sun, est probablement la plus connue et a été publiée en 1964. Son succès est tel qu'elle est réimprimée dix fois dans les trente années suivantes, devenant ainsi une des œuvres poétiques les plus lues de l'histoire littéraire de la Nouvelle-Zélande.
Quand les poèmes de Tuwhare ont commencé à être publiés à la fin des années 1950 et au début des années 1960, ils ont été reconnus comme représentant un nouveau départ dans la poésie néo-zélandaise, tant par les générations des années 1930 que par celles de l'après-guerre, malgré leurs divisions. Une bonne part de l'originalité de ces travaux provient de leur point de vue typiquement Māori. Les poèmes sont remarquables par leur variété tonale, le naturel avec lequel ils passent des registres formel à informel, de l'humour au pathos, des liaisons  à la colère contenue, et, notamment, par l'hypothèse qu'ils font d'une connaissance suffisante du langage argotique par ses lecteurs néo-zélandais.
Au cours des années 1970, Tuwhare s'implique dans les revendications politiques et culturelles Māori. Dans le même temps, sa réputation internationale grandit : il est invité en Chine et en Allemagne, ce qui amène à la publication de Was wirklicher ist als Sterben en 1985.
Tandis que ses premiers poèmes sont encore publiées, il continue à travailler. Sa pièce intitulée In the Wilderness Without a Hat est publiée en 1991. Trois nouveaux recueils de poèmes suivent :  Short Back and Sideways: Poems & Prose (1992), Deep River Talk (1993), et Shape-Shifter (1997). En 1999 il est sacré deuxième Poète d'État Te Mata, ce qui entraîne la publication de Piggy-Back Moon en 2002.